# Montvale
Montvale es un borough ubicado en el condado de Bergen en el estado estadounidense de Nueva Jersey. En el año 2010 tenía una población de 7.844 habitantes y una densidad poblacional de 761,55 personas por km².

## Geografía
Montvale se encuentra ubicado en las coordenadas 41°2′56″N 74°2′26″O / 41.04889, -74.04056.

## Demografía
Según la Oficina del Censo en 2000 los ingresos medios por hogar en la localidad eran de $93,031 y los ingresos medios por familia eran $104,047. Los hombres tenían unos ingresos medios de $80,355 frente a los $37,440 para las mujeres. La renta per cápita para la localidad era de $45,448. Alrededor del 0.9% de la población estaba por debajo del umbral de pobreza.